# Ivano Gamelli
Ivano Giuseppe Gamelli (Milano, 11 novembre 1957) è un pedagogista italiano.
È professore associato di Pedagogia generale e sociale all'Università degli Studi di Milano-Bicocca. Ha fatto conoscere la pedagogia del corpo, denominazione accademica da lui proposta e disciplina di cui è stato il primo docente in Italia, dal 2001 presente come insegnamento obbligatorio nei corsi di laurea in Scienze dell’educazione e in Scienze della formazione primaria dell’ateneo milanese. Insegnamenti di pedagogia del corpo sono oggi attivi in corsi di laurea, master e corsi di perfezionamento di università italiane.
I suoi studi sono centrati sui linguaggi corporei nelle pratiche educative e di cura nei diversi luoghi, in relazione alle molteplici età e nelle sue differenti forme relazionali, espressive e artistiche. Le sue ricerche si rivolgono inoltre ai contesti, ai metodi e alle strategie della narrazione autobiografica.
È stato fra i docenti fondatori della Libera Università dell'Autobiografia di Anghiari, docente e coordinatore dei corsi di Scienze dell'educazione alla Silsis (Scuola Interuniversitaria Lombarda di Specializzazione per l'Insegnamento Secondario). È docente e cofondatore di Philo - Pratiche filosofiche a Milano.

## Il pensiero: la pedagogia del corpo
Secondo il pensiero di Gamelli, la pedagogia del corpo non si circoscrive in uno spazio e in modalità educative specialistiche d'intervento. Si tratta invece di un'attitudine formativa trasversale segnata dall'apertura ai sensi, dalla messa in gioco di “pensiero-corpo-emozione” nella relazione.
La pedagogia del corpo si definisce per la sua natura interdisciplinare. Suoi principali riferimenti sono, tra gli altri: gli studi e le teorie evoluzionistiche sul ruolo determinante del corpo e della motricità umana nello sviluppo della coscienza; l'”intenzionalità corporea quale apertura originaria al mondo” nella fenomenologia della percezione di Maurice Merleau-Ponty; l'”isoformismo di pensiero e azione” e la centralità del gioco nello sviluppo dell'intelligenza del bambino in Jean Piaget; l'analisi sul “corpo disciplinato” di Michel Foucault; i contributi alle teorie scientifiche dell'embodiement di Francisco Varela; l'”antropologia sensibile” di David Le Breton; i recenti sviluppi delle neuroscienze nell'acquisizione degli schemi d'azione (neuroni specchio), la qualità sinestesica dell'agire e dell'apprendere umano; la trama non verbale della coscienza; gli esercizi corporei come “esercizi filosofici" nella filosofia di Pierre Hadot, sviluppati in Italia in proposte come i Seminari aperti di Pratiche Filosofiche fondati dai filosofi Romano Màdera e Luigi Vero Tarca.
In senso operativo, la pedagogia del corpo rivisita criticamente gli abituali scenari dell'educazione e della cura, integrando saperi ed esperienze spesso tenuti separati nella tradizione educativa: quelli della parola con quelli del movimento, del gesto, dello sguardo, dei sensi. Essa trasferisce nei vari ambiti formativi le forme e i principi che stanno alla base dell'educazione corporea nelle sue diverse forme, come la psicomotricità, la danza, lo yoga e le pratiche corporee proprie di altre culture, le tecniche di rilassamento e di utilizzo della voce, il teatro, i molteplici metodi di cura e le tecnologie formative artistiche a mediazione corporea.
L'obiettivo è mostrare vie pedagogiche, con i bambini come con gli adulti, dove la ricerca sul corpo incontra le strategie formative di impronta narrativa tramite uno stile riconducibile alla metodologia autobiografica, e attento alle ritualità, alla cura dei setting, delle parole e dei silenzi, alla dimensione della “presenza” intesa come consapevolezza del ruolo che rivestono i gesti, la voce, la postura (cfr. ).